# گورستان خاوران (خفر)
 گورستان خاوران مربوط به دوره قاجار است و در شهرستان خفر، بخش راهگان، شرق شهر خاوران، کنار جاده خاوران به سروستان، در میان باغات مرکبات و کنار قنات واقع شده و این اثر در تاریخ ۲۸ شهریور ۱۳۸۶ با شمارهٔ ثبت ۱۹۷۲۲ به‌عنوان یکی از آثار ملی ایران به ثبت رسیده است.